# Port lotniczy Norsup
Port lotniczy Norsup (IATA: NUS, ICAO: NVSP) – port lotniczy położony w Norsup, na wyspie Malekula. Jest czwartym co do wielkości portem lotniczym Vanuatu.

## Linie lotnicze i połączenia
- Air Vanuatu (Craig Cove, Lamap, Luganville, Port Vila, South West Bay)